# Ásotthalom
Ásotthalom  este un sat în districtul Mórahalm, județul Csongrád, Ungaria, având o populație de 3.896 de locuitori (2011). 

## Demografie
Componența etnică a satului Ásotthalom
     Maghiari (97,19%)
     Necunoscut (0,62%)
     Alții (2,19%)
Componența confesională a satului Ásotthalom
     Romano-catolici (63,89%)
     Fără religie (14,68%)
     Reformați (2,87%)
     Necunoscută (17,17%)
     Alte religii (2,77%)
Conform recensământului din 2011, satul Ásotthalom avea 3.896 de locuitori. Din punct de vedere etnic, majoritatea locuitorilor (97,19%) erau maghiari. Apartenența etnică nu este cunoscută în cazul a 0,62% din locuitori.  Din punct de vedere confesional, majoritatea locuitorilor (63,89%) erau romano-catolici, existând și minorități de persoane fără religie (14,68%) și reformați (2,87%). Pentru 17,17% din locuitori nu este cunoscută apartenența confesională.